# Grote Prijs Jean-Pierre Monseré
De Grote Prijs Jean-Pierre Monseré is een eendaagse wielerwedstrijd die sinds 2012 verreden wordt. Vaste finishplaats is Roeselare, België. De wedstrijd is vernoemd naar Jean-Pierre Monseré een voormalig wielrenner uit Roeselare. De wedstrijd vindt plaats in maart. Sinds 2017 maakt de koers deel uit van de UCI Europe Tour, in de categorie 1.1 en vanaf 2019 ook van de Bingoal Cycling Cup. In het parcours zijn enkele hellingen uit de wijde regio opgenomen, namelijk de Hoogledeberg, de Gitsberg, de Ruidenberg en de Lookhuisstraat.
De koers van 2019 werd vanwege slechte weersomstandigheden (storm) afgelast.

## Lijst van winnaars

### Overwinningen per land
| Overwinningen | Land      |
| ------------- | --------- |
| 9             | België    |
| 3             | Nederland |
| 1             | Frankrijk |

2012 · 2013 · 2014 · 2015 · 2016 · 2017 · 2018 · 2019 · 2020 · 2021 · 2022 · 2023 · 2024 · 2025